# Famille de Montmayeur
La famille de Montmayeur est un lignage noble savoyard, originaire de Savoie Propre et de la vallée de la Tarentaise, qui a servi la maison de Savoie à partir du XIIe siècle jusque dans les premières années du XVIIe siècle, et dont les biens passèrent à plusieurs autres familles savoyardes (XVe siècle), mais aussi italiennes (XVIIIe siècle). Cette maison compte des maréchaux, des baillis, des conseillers, des châtelains et hommes de guerre dévoués aux comtes puis ducs de Savoie.

## Titres
« Jusqu'au XIIIe siècle les vassaux immédiats du Saint-Empire romain germanique, autres que les prélats, furent très nombreux en Savoie. Les marquis de La Chambre, les barons de Myolans, de Montmayeur, de Chevron, de Villette, de Briançon, (d'extraction chevaleresque), tenaient originairement leurs terres de l'empereur d'Allemagne, héritier des Bosonides et des Rodolphiens ».
Parmi les différents titres portés par les Montmayeur, on peut principalement distinguer :
- seigneur de Villar-Sallet et Moûtiers (XIVe siècle), premier titre connu et certain.
- seigneur de Montmayeur (XVe siècle), qui témoigne de l'importance prise par la famille.
- comte de Montmayeur en 1449 avec Jacques (I) de Montmayeur. Le lignage connait une sorte d'apogée.
- baron de Silans, baron de Brandis, baron de Bardassano (XVII s.) qui correspond aux "derniers" Montmayeur.
- Plusieurs titres identifiés dans les actes, selon les années et selon les différentes branches de la famille : seigneurs des Bauges, seigneur d'Arith, seigneur de Bellecombe et du Crest, seigneur d'Apremont, seigneur d'Avallon, seigneur de Briançon etc.

Dans son entête sur cette famille, l'Armorial de Savoie, rédigé par Amédée de Foras et ses successeurs, reprend l'intégralité des titres usités par les Montmayeur entre le XIVe et le XVIIIIe siècle.

## Histoire
La famille de Montmayeur est l'une des plus illustres et l'une des plus importantes familles de la noblesse savoyarde au Moyen Âge. Si ses origines restent pour le moins obscures et discutées par la recherche récente, elle n'émerge véritablement dans les sources qu'à partir de la fin du XIIIe siècle. Le nom même de la famille pose problème et l'on aurait tort de l'associer trop vite au château et aux tours du même nom, tant les liens entre les seigneurs de Montmayeur et la famille de Montmayeur sont flous pour les XII et XIIIe siècles. Le premier membre de la famille de Montmayeur identifié comme seigneur de Montmayeur est Gaspard II de Montmayeur, qui n'est mentionné comme seigneur de Montmayeur qu'au début du XVe siècle. Si le château et différents membres de cette famille sont identifiables dans les sources dès le XIIe, la puissance de cette lignée ne commence véritablement qu'au XIVe siècle, en la personne de Gaspard (I) de Montmayeur, qui cumule au fil des années les rôles de chevalier, conseiller, châtelain de La Rochette (1358-1360, puis 1364-1368) et de Tarentaise (1369-1383), bailli, maréchal de Savoie et familier de son prince, le comte Amédée VI de Savoie, dit le comte Vert,.
L'historiographie locale, et plus particulièrement Samuel Guichenon, nous apprend que le tout premier personnage dit Amédée (Amé) de Montmayeur apparaît à l'occasion de la croisade du comte Amédée III, en 1147. Pareille affirmation, de l'aveu même de Guichenon, dans ses papiers personnels conservés à Montpellier, est à remettre en cause, comme l'avait déjà deviné Félix Bernard au milieu du XIXe siècle,. En revanche, c'est bien au XIIe siècle qu’apparaît le nom même de Montemaiori : il est cité en 1173, dans un acte rédigé au château de Montmayeur à l'occasion du projet de mariage entre la fille du comte Humbert III avec le roi d'Angleterre Jean sans Terre. Il faut attendre le XIIIe siècle (v. 1213) et les actes conservés dans le cartulaire de la chartreuse de Saint-Hugon pour voir apparaître les premiers personnages liés au nom de Montmayeur. Mais là encore les liens sont flous : il est question entre 1212 et 1223 d'une épouse du seigneur de Montmayeur, puis d'un Amédée, seigneur de Montmayeur et enfin d'un anonyme seigneur de Montmayeur. Aucun indice pour relier ces différents personnages aux ancêtres certains de Gaspard I de Montmayeur. Au cours du XIIIe siècle pourtant, un grand nombre de personnages dits de Montmayeur apparaissent dans les sources et sont situés autour de La Rochette, de Montmayeur, de Montmélian, en Maurienne, ou en Tarentaise, mais rien de très précis.
Il semble cependant que ces différents groupes aristocratiques, en pleine formation parfois, prennent alors un nom prestigieux : Montmayeur/Montemaiori/Montmeour sans qu'il en découle une parenté clairement établie. Peut-être avons nous donc plusieurs personnages regroupés en "groupes" aristocratiques, qui portent un même nom Montemaiori, sans être parents pour autant ! Ce superlatif latin traduit plusieurs réalités : il est attaché à un monticule, le Mont Raillant, élevé en plein centre de la Combe de Savoie où les activités humaines semblent très anciennes; il évoque les tours et le château qui le surplombent, mais aussi la prestigieuse abbaye du Béton à ses pieds. Il peut y avoir aussi une affinité réelle : on prend le nom de "Montmayeur", car son patrimoine se trouve sur ou à proximité de la colline de Montmayeur.
Si des domini de Montmayeur apparaissent dans plusieurs sources aux XIIe et XIIIe siècles, rien ne garantit que les ancêtres de Gaspard (I) correspondent bien à ces seigneurs de Montmayeur. Entre la famille de Montemaiori et les domini de Montemaiori, il y a un fossé que les historiens du XIXe siècle ont comblé trop hâtivement. Il apparaîtrait que les Montmayeur ne sont pas à l'origine de la fondation du château du même nom, connu aujourd'hui sous le vocable de tours de Montmayeur. Plusieurs familles que l'on a voulu trop rapidement séparer semblent en réalité former un vaste "clan", au sens médiéval du terme : les Montmayeur, les Briançon, les Aigueblanche et les Villette. Certaines branches semblent à l'origine de la fondation du château mais il parait improbable qu'il s'agisse des ancêtres directs de Gaspard (I). Certains membres dits dans les sources de Montemaiori semblent n'avoir que des liens très lointains avec les Villette et les Briançon-Aigueblanche, quand certains héritent de la quasi-totalité de leurs terres: il est donc fort probable que le nom même de Montmayeur soit usité par certains personnages qui n'ont peut être aucun lien entre eux.
Gaspard (I) de Montmayeur est l'initiateur de l'ascension de cette branche précise de la famille au sein des noblesses savoyardes au XIVe siècle. Son œuvre perdurera après lui avec son fils, Gaspard (II), puis son petit-fils Jacques (I), premier comte de Montmayeur en 1449 après l'érection du comté de Savoie en duché en 1416. En dépit de la confiscation de ses biens et du partage de ces derniers entre les familles de Miolans et de La Chambre après de retentissants procès dans les dernières années du XVe siècle, l'héritage des Montmayeur ne disparaît pas avec ce même Jacques (I), mort sans enfants légitimes : après un long combat, les héritiers de la branche cadette, descendants de Jean, second fils de Gaspard I, récupéreront l'héritage dans sa totalité au début du XVIe siècle et continueront à entretenir leur estat et le service du prince, comme c'est le cas du fameux quatuor Gaspard (III), Balthazar, Melchior-Théodore et Jacques (III) de Montmayeur, tous frères. Les deux premiers tomberont sur le champ de bataille quand les deux derniers exerceront de nombreux commandements dans les armées savoyardes et impériales, se distinguant au combat de la plus noble manière à la fin du XVIIe siècle.
Melchior-Théodore et son frère Jacques sont l'objet d'une méprise dont s'empara l'historiographie locale pour façonner ce que l'on peut qualifier de "légende noire" de la famille. Le premier est accusé injustement d'avoir livré l'imposant fort Sainte-Catherine aux Français, lors de la guerre franco-savoyarde (1600-1601), quand il avait tout fait pour garder la place, ainsi que le prouve l'examen détaillé des archives . Jacques III, dont on oublia les nombreux faits d'armes, est connu par son mariage plus que douteux avec Sébastienne de La Chambre, abbesse des cisterciennes du Béton, "enlevée" (la dame demandera pourtant à de nombreuses reprises, une dispense de ses vœux au pape) en pleine nuit et sur l'épisode malheureux de la prise de la citadelle de Montmélian, dont il avait la garde. Mais l'affaire de la décapitation de Guy de Fésigny, président du conseil résidens de Chambéry, par Jacques I comte de Montmayeur au XVe siècle achève le tableau : les Montmayeur sont le symbole d'une féodalité brutale et orgueilleuse, luttant désespérément contre un bourgeois anobli de la robe, prélude de l'instauration de la République et de la fin de l'Ancien Régime. La vérité bien sûr est tout autre et l'important fonds documentaire sur cette affaire permettra dans l'avenir d'y voir bien plus clair : autant Jacques I de Montmayeur semble agir par devoir de protection de ses clients et vassaux en rendant la pareille à Guy de Fésigny (qui avait fait décapiter un agent péager appartenant audit Jacques quelques mois plus tôt), qui semble suivre un profil bien plus féodal et seigneurial que ne le laisse deviner son titre parlementaire. Rejeton d'une lignée qui combattait semble-t-il dans la lance de Gaspard I en 1383, Guy de Fésigny connaissait alors une formidable ascension sociale, ce qui se traduisait aussi sur le plan patrimonial : il avait réussi à faire sortir ses fiefs qu'il tenait des Montmayeur en propriétés personnelles, abusant à plusieurs reprises de ses droits, se rendant agressif vis-à-vis de plusieurs clients et vassaux du comte de Montmayeur.
Après la mort sans descendance virile des frères de Montmayeur, la dernière héritière de Melchior-Théodore, Jeanne-Marie, fut mariée à un Faussone, de noblesse au-delà des monts. Leur descendance vendit au milieu du XVIIIe siècle les tours de Montmayeur, inhabitables et en ruines, aux Radicati, de noblesse italienne. Ils le revendirent aux Milliet, marquis d'Arvillars, au milieu du XVIIIe siècle.

## Possessions
Liste non exhaustive des possessions tenues en nom propre ou en fief de la famille de Montmayeur :
- manoir d'Aigueblanche, à Aigueblanche (XIVe siècle-début XVIe siècle) ;
- château d'Apremont, à Apremont, Gaspard II de Montmayeur le reçoit en dot de sa femme Guigonne de La Balme ;
- château de Beauregard, à Laissaud ;
- château de Briançon, à La Léchère, (1392-1486) ;
- château du Châtelard, Le Châtelard ;
- château de Cusy, à Cusy, possession de Jacques de Montmayeur au XVe siècle ;
- château des Marches, Les Marches, (1422–1442) ;
- tour de Montmayeur, à Aime (1392-1447) ;
- château de Montmayeur, à Villard-Sallet ;
- Château de Montmayeur, à Arvier (1271 - XVIe siècle).

## Offices et charges
Trois membres de cette famille sont maréchal de Savoie : 
- Gaspard (I) (1363-1383),
- Gaspard (II) (v. 1412-avant 1436),
- Jacques de Montmayeur, fils du précédent (v. 1455).

Parmi les offices obtenus par ses membres :
- gouverneur du Dauphiné (1297), bailli du Bugey (1298), de Bourg (1321-23)[9].
- Rodolphe de Montmayeur est châtelain de Chillon (1300-1304), puis d'Evian, bailli de Chablais et du Genevois (1300-1305, puis 1308-1312)[10],[11].
- Gaspard (II) est bailli de Vaud (1403-1404), puis de Faucigny (1419-1429-[12].

Certains sont châtelains comtaux, puis ducaux :
- Allinges-Neuf et Thonon (1316-1317) ;
- Briançon et Salins dit de Tarentaise (1369-1383[9], 1415-1440[4], 1451-1454, 1482-1485, 1489-1496, 1501, 1504-1508) ;
- Châtelard (1318-1323, 1353, 1355-1358, 1398-1406) ;
- Châtillon (1419-1429)[4] ;
- Chillon (1300-1305, puis 1308-1312)[10] ;
- Conflans (1376) ;
- Cusy (1479-1480) ;
- Évian et Féternes (1304-1305, 1309-1312) ;
- La Rochette (1290-1294[9], 1358-1360[9], puis 1364-1368[9], 1429-1432[4]) ;
- la Tour-de-Peilz (1406-1414)[4].
- Yvoire (1315-1320).

## Héraldique
|  | Les armes de la famille de Montmayeur se blasonnent ainsi : D'argent, à l'aigle éployée de gueules, becquée et membrée d'azur,. Cimier : une aigle de même. Support : deux aigles de même. Devise : Unguibus et Rostro (littéralement : « des ongles et du bec », c'est-à-dire « de toutes ses forces, par tous les moyens ») Armes de la famille de Montmayeur attestées au XIVe siècle. En revanche le sceau des Montmayeur, apposé à plusieurs actes du XVII-XVIIe siècle, semble bien d'une origine ancienne et porte en lui toutes les caractéristiques d'un sceau médiéval. On a retrouvé en plusieurs endroits les armes des Montmayeur, identiques au sceau du XVIIe dans la cathédrale Saint-Jean-Baptiste de Saint-Jean-de-Maurienne (Amédée (VI) de Montmayeur) et dans le prieuré du Bourget (Jacques de Montmayeur). |

## Branches cadettes
Jean I de Montmayeur, second fils de Gaspard (I) de Montmayeur et de Marie de Miribel hérita des biens de son père en Tarentaise, à savoir principalement les seigneuries de Bellecombe et de Crest. Cette branche recouvra l'héritage de Jacques (I) fils de Gaspard (II) en la personne de Jacques (II), fils de Jean (III) de Montmayeur, petit-fils de Jean (I). C'est cette branche qui continuera la lignée jusqu'à Jeanne-Marie de Montmayeur, fille de Melchior-Théodore de Montmayeur, mariée à un Faussone au XVIIe siècle.
Dans ses jeunes années, Gaspard (I) de Montmayeur eut un fils naturel, qu'il cite dans son testament de 1382, du nom de Jean. Ce Jean fut marié à une Montchabod (famille géographiquement proche de Montmayeur) et fit souche. Dans un premier temps, cette banche garda son nom de Montmayeur, changea le nom de son modeste château de Montchabod en château de Montmayeur. Ses fils et petit-fils, Jean II et Jean III changèrent souvent de nom: de Montmayeur, de Montmayeur de Montchabod, de Montchabod, de Montmayeur de Villaymond, etc. À la fin du XVIIe siècle, Jeanne-Marie de Montmayeur tente une longue série de procès à l'encontre de cette branche "bâtarde" des Montmayeur et insiste pour qu'ils brisent leurs armes de la barre de la bâtardise. Elle fait alors rédiger plusieurs généalogies magnifiques à ce sujet.
Il apparaît fastidieux de se lancer dans une généalogie précise et exacte des différentes branches des Montmayeur, mais il existe dans les premières années du XIVe siècle au moins 3 ou 4 branches dissociables de personnages dits de "Montmayeur". Lesquelles sont les principales, lesquelles sont les cadettes, difficile de le dire.
De la même façon, on pourrait difficilement faire état des branches fondées par les différents bâtards de Jacques I de Montmayeur au XVe siècle, mort sans enfants légitimes de sa femme Louise de La Chambre, morte sans enfants de son vir, malgré ses nombreux pèlerinages pour résoudre le problème dont celui du chemin de Saint-Jacques.

## Briançon-Aigueblanche et Montmayeur

Armes de la famille d'Aigueblanche : De gueules à l'aigle d'argent.

L’Armorial et nobiliaire de l'ancien duché de Savoie tente de nous apporter une réponse définitive bien qu'incomplète : les Montmayeur, liés aux Briançon-Aigueblanche dans les sources à partir du milieu du XIIIe siècle, héritent de la quasi-totalité de leurs biens en Tarentaise. Le comte de Foras renvoie ainsi pour la famille de Briançon vers les Montmayeur.
Il est alors question d'un Hugues de Montmayeur, puis de ses deux fils, Rodolphe et Humbert de Montmayeur entre 1250 et 1323. Ces deux frères sont très proches des seigneurs de Briançon, qui changent leur nom dans les sources en Aigueblanche au cours du XIIIe siècle : Rodolphe et Humbert sont à plusieurs reprises qualifiés de châtelains de Briançon pour le compte de Jean d'Aigueblanche et sont présentés dans un acte unique comme ses neveux par les femmes. Le lien est là clairement établi.
En revanche, à la fin du XIVe, en 1376, celui qui possède Briançon semble être Gaspard (I) de Montmayeur, qui n'a que de liens de parentés "très lointains" pour ne pas dire "incertains" avec les frères Rodolphe et Humbert, personnages d'ailleurs haut placés : châtelains du comte, bailli et même conseillers du prince Amédée V puis du comte Édouard. Entre les descendants de Rodolphe et Humbert et ceux de Gaspard I, les liens sont flous mais bel et bien existants : ventes, échanges, chevauchées côte à côte… difficile d'aller plus loin pourtant, selon l'historien Pierre Brugnon. Mais la branche des Montmayeur issue des frères Rodolphe et Humbert est éclipsée rapidement au profit de celle portée par Gaspard I de Montmayeur. La propre mère de Gaspard I est Léonette d'Aigueblanche, fille de… Jean d'Aigueblanche, lui-même fils d'un Jean d'Aigueblanche.
Nous avons donc des familles liées par le sang sur plusieurs générations, formant un véritable clan aristocratique au sens médiéval du terme. Autour de 1330, on peut dénombrer entre 50 et 60 personnages du lignage entre Briançon-Aigueblanche et Montmayeur : un arbre généalogique clair semble une gageure mais l’Armorial de Savoie et l'immense travail de ses contributeurs, principalement Amédée de Foras, ont tenté d'apporter des réponses.

## Personnalités
- Rodolphe de Montmayeur, chevalier et bailli du Chablais en 1318[18].
- Gaspard (I) de Montmayeur (…-1383), baron de Villar-Sallet, maréchal de Savoie (1363-1383)[4],[19], l'un des quinze premiers chevalier de l'ordre du Collier[20] ;
- Gaspard (II) de Montmayeur (…-1434), seigneur de Villard-Sallet, maréchal de Savoie (v. 1412-1434), bailli de Vaud (1403-1404)[4], chevalier de l'ordre du Collier[21] ;
- Jacques (I) de Montmayeur (vers 1405-1487), fils du précédent, premier comte de Montmayeur, maréchal de Savoie (v. 1455), chevalier de l'ordre du Collier[19],[22].
- Amédée de Montmayeur, fils de Gaspard (I) de Montmayeur, maréchal de Savoie, abbé de Saint Michel de La Cluse, puis évêque de Saint-Jean-de-Maurienne (1410-1422). Un Amédée (V) de Montmayeur a également été donné, par erreur, pour évêque par Besson[23], puis repris par Timoléon Chapperon[24].